# Irradiatie

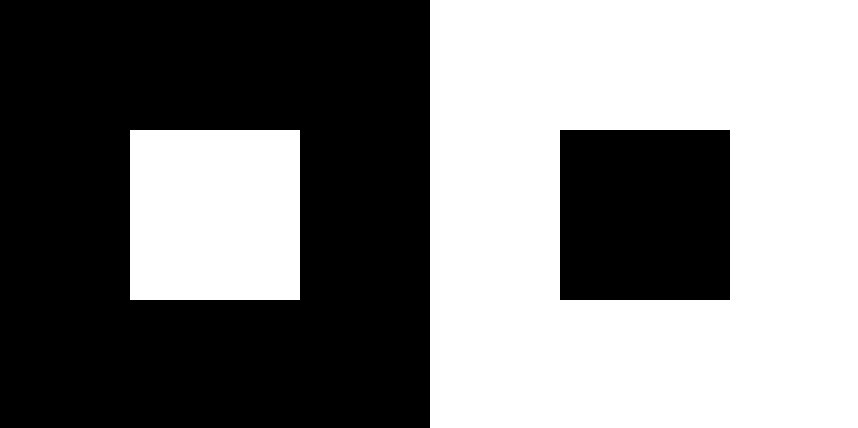

Irradiatie of overstraling is het verschijnsel dat helder verlichte of sterk zelflichtende lichamen groter doet schijnen dan ze in werkelijkheid zijn.
Iemand in witte kledij lijkt dikker of groter dan iemand in donkere kledij, hoewel beide personen dezelfde Queteletindex hebben.
De maansikkel lijkt tot een grotere cirkel te behoren dan de buitenrand van het asgrauwe schijnsel.
De opkomende en/of ondergaande zon schijnt een indeuking in de gezichtseinder teweeg te brengen.

## Daglichtfoto's van egaalwitte oppervlakken
Het negatief van een daglichtfoto, genomen van een lichtgrijze of zo goed als witte egale bewolkingslaag waar ogenschijnlijk niets opmerkelijks in te zien is, zal toch enige struktuur in deze bewolkingslaag verraden, zij het uiterst subtiel. Dit fenomeen is ook merkbaar in daglichtfoto's van een egaal uitziend sneeuwtapijt. Het wit van het sneeuwtapijt overstraalt alle kleine donkere voorwerpjes in en op de sneeuw, die echter als opvallende witte puntjes tevoorschijn komen in de donker uitziende negatieven.